# Columellia
Columellia es un género de plantas con flores perteneciente a la familia Columelliaceae.  Son nativas del neotrópico y regiones tropicales del nordeste de Sudamérica.

## Descripción
Son pequeños árboles o arbustos con hojas perennes de tamaño pequeño o medio, opuestas y simples con los márgenes enteros o dentados. Las flores son hermafroditas, solitarias o agrupadas en inflorescencias terminales. El fruto es una cápsula.

## Taxonomía
El género fue descrito por Ruiz & Pav. y publicado en Florae Peruvianae, et Chilensis Prodromus 3. 1794. La especie tipo es: Columellia oblonga Ruiz & Pav.

## Especies aceptadas
A continuación se brinda un listado de las especies del género Columellia aceptadas hasta julio de 2011, ordenadas alfabéticamente. Para cada una se indica el nombre binomial seguido del autor, abreviado según las convenciones y usos. 
- Columellia lucida Danguy & Cherm.
- Columellia oblonga Ruiz & Pav.
- Columellia obovata Ruiz & Pav. - ulux del Perú[3]
- Columellia subsessilis Schltr.
- Columellia weberbaueri Schltr.